# Reru
Reru (auch Raru) ist ein kleines, zum Verwaltungszentrum Padum gehöriges Dorf im Tehsil Zanskar. Zanskar gehört zum Distrikt Kargil und liegt im indischen Unionsterritorium Ladakh.

## Geographie
Reru liegt auf dem Westufer des Flusses Lungnak etwa 24 km südlich von Padum. Teilweise wird der Lungnak hier auch noch als Tsarap bezeichnet. Von Padum nach Reru führt die Padum-Reru-Road, die sich hinter Reru als Reru-Darcha-Road nach Darcha über den Shingo La fortsetzt. Die gesamte Straße wird auch Tsarap-Road genannt. Sie ist von Padum bis Reru für Geländewagen befahrbar. Von Padum nach Kargil gibt es eine von Bussen und LKW befahrene Straße. Eine weiterführende Straße von Reru nach Darcha ist geplant.
Östlich von Reru erhebt sich der 5809 m hohe Cha. Reru liegt zwischen der Zanskarkette im Nordosten und der Himalaya-Hauptkette im Südwesten.

## Dorf und Bevölkerung
Reru hat etwa 20 Häuser und wird hauptsächlich von Zanskaris tibetischer Herkunft bewohnt, deren Religion der Tibetische Buddhismus ist. Die Muttersprache der Dorfbewohner ist Zanskari. Die Amtssprache ist Urdu.
Im Winter, von November bis Mai, ist das Dorf durch heftige Schneefälle von der Außenwelt abgeschnitten.
Reru und Mune werden zusammen betrachtet. Sie gehören zur lokalen Region Lungnak. Das Gebiet von Reru und Mune erstreckt sich über 186,2 ha. 2009 gab es dort 60 Haushalte mit insgesamt 329 Einwohnern.
In Reru und Mune werden Erbsen und Gerste angebaut. In Handarbeit werden Schals gefertigt. Strom wird über Photovoltaik erzeugt und steht für die privaten Nutzer im Sommer 12 Stunden und im Winter 7 Stunden zur Verfügung.

## Religion
Die überwiegende Mehrheit der Bewohner Rerus sind Buddhisten, wie die Bewohner Zanskars allgemein. Reru (zusammen mit ganz Zanskar) gehört aber zum rein moslemischen Distrikt Kargil. Dies führt zu Konflikten. Die buddhistischen Bewohner Rerus möchten ihre Kinder nicht auf moslemische Schulen schicken und auch moslemische Lehrer sind nicht besonders willkommen. Allgemein fühlen die buddhistischen Bewohner Zanskars ihre Interessen durch die moslemische Regierung Kargils nicht gut vertreten.

## Kloster Mune
Ungefähr 3 km nördlich von Reru liegt das Kloster Mune-Gompa⊙ (auch: Deskit-Ling Gompa). Das Kloster wurde vor 300 Jahren gegründet und wird von 20 Gelbmützen-Mönchen bewohnt. Das Kloster befand sich zunächst auf dem steilen Felsen und wurde vor 200 Jahren auf den Platz neben dem Felsen verlegt.
Im Kloster gibt es einen kleinen Gebetsraum mit dem Buddha Maitreya, begleitet von Tsongkhapa und Avalokiteshvara. Außerdem befinden sich im Gebetsraum der buddhistische Kanon, zwei 500 Jahre alte Figuren, die Tsongkhapa darstellen, einige Thangkas und aus Lehm und Asche hergestellte Tsa-Tsa-Tafeln. Diese Gegenstände wurden teilweise 1950 von Mönchen auf Eseln aus Tibet nach Mune gebracht. An den Gebetsraum schließt sich ein Gonkhang an. Der Gonkhang enthält als Hauptfigur den Beschützer Mahakala. Beim Kloster gibt es einen Zeltplatz und ein einfaches Guest House, das vom Kloster betreut wird.

## Schule Jamyang Ling
Es hatte schon früher eine Schule in Reru gegeben, deren Lehrer jedoch so schlecht bezahlt wurden, dass sie nur unregelmäßig zur Arbeit erschienen und schließlich ganz wegblieben. Vom alten Schulgebäude mitten im Dorf war nur noch ein Steinhaufen übrig. An den Schulen im Bezirk Kargil wird normalerweise nur Urdu gelehrt und kein Zanskari.
Die Analphabetenquote der Gegend lag bei 90 bis 95 %.
Im Jahr 1993 wurde auf Anregung von Bernd Balaschus und seinen Freunden zusammen mit den Bauern von Reru und der Lungnak Youth Association mit dem Bau der Schule Jamyang Ling in Reru begonnen. Die Bauern aus Reru spendeten das Land für das Schulgelände und die Mönche der Mune-Gompa legten in einer buddhistischen Zeremonie den Grundstein.
Bereits 1994 wurde das erste Schulgebäude ⊙ eingeweiht und der Unterricht konnte beginnen. Sehr viele Kinder und Erwachsene aus Reru und aus dem gesamten Lungnaktal wollten in der neuen Schule Lesen und Schreiben lernen. Deshalb mussten die Gebäude ausgebaut und erweitert werden. Für die Lehrer wurde ein Wohngebäude gebaut. ⊙
Zusätzlich wurde ein Hostel⊙ errichtet, in dem die Kinder, die von weiter her kommen, wohnen können.
Etwa 400 m südlich der Schule wurde eine Stupa⊙ errichtet.
Ihren Namen „Jamyang Ling“ tibetisch འཇམ་དབྱངས་གླིང། Wylie ’jam dbyangs gling erhielt die Schule vom Dalai Lama. „Jamyang Ling“ bedeutet „Ort der sanften Harmonie“ (tibetisch འཇམ་ Wylie ’jam = sanft, tibetisch དབྱངས་ Wylie dbyangs = Harmonie, tibetisch གླིང་ Wylie gling = Ort).
Der Name leitet sich vom Bodhisattva der Weisheit Manjushri (tibetisch འཇམ་དཔལ་དབྱངས། Wylie ’jam dpal dbyangs) ab.
2018 gab es 105 Schüler in 8 Klassen und 4 Vorschulklassen. Sie wurden von 10 Lehrern unterrichtet. 85 Schüler wohnten im Hostel. 20 Schüler kamen aus Reru und Mune.
Die Schule, ihre Lehrer und das Hostel für die Schüler werden aus Spenden finanziert. Die Lehrer sind teilweise Flüchtlinge aus Tibet, teilweise Inder aus Manali, teilweise Einheimische. Manche Lehrer kommen auch aus Deutschland oder England für einige freiwillige Monate. An der Schule wird Urdu mit persischer Schrift, Englisch mit lateinischer Schrift, Zanskari (Alttibetisch) mit tibetischer Schrift und Hindi mit Devanagari-Schrift gelehrt. Außerdem gibt es Unterricht in Sozialkunde (Geschichte und Politik), Erdkunde, Mathematik und Naturwissenschaften. Bernd Balaschus gründete den Verein Shambala e. V., der Reisen und Treks in die Gegend organisiert und Spenden für die Schule sammelt.
Die Schule in Reru bietet nur Unterricht für die Klassen 1 bis 8. Um einen Hochschulabschluss zu erwerben, gehen die Schüler für die Klassen 9 bis 12 nach Jammu in die Privatschule Kotwal National Institute of Teaching (KNIT)⊙ von J.L. Kotwal.
In Jammu hat der Verein Shambala e. V. ein Hostel⊙ gekauft und renoviert, in dem diese Schüler wohnen können. Einige dieser Schüler kehren in den Ferien oder nach Abschluss ihrer Ausbildung nach Reru zurück, um hier an der Schule zu unterrichten.

## Trek Lamayuru – Padum – Darcha
Reru liegt am 2. Abschnitt des Treks Lamayuru⊙ - Padum – Darcha von Padum nach Darcha.
Von Padum⊙ gibt es Bus- und LKW-Verbindungen nach Kargil⊙.
Bis nach Purne folgt der Trek dem Tsarap-Fluss, von Purne bis hinter Kargyak dem Kardyak Chu, nach dem Shingo La folgt er dem Jankar Nala bis nach Darcha.
Der Trek verläuft von Padum über Kloster Bardang⊙, Mune-Gompa nach Reru.
Von Reru geht es weiter zum Campingplatz Pepula, Tsetang, Kyalbok⊙, Purne⊙, Abstecher nach Kloster Phuktal⊙, Jal (Yal)⊙, Kuru⊙, Tangze⊙, Table⊙, Kargyak⊙, Shingo La⊙, Ramjak-Camp, Chikka⊙, Darcha⊙.
Von Darcha gibt es Bus- und LKW-Verbindungen nach Manali⊙.